# 콘슈머 일렉트로닉스 리눅스 포럼
콘슈머 일렉트로닉스 리눅스 포럼(Consumer Electronics Linux Forum, 줄여서 CELF, 켈프)은 콘슈머 일렉트로닉스(CE, 소비 가전) 장치를 위한 오픈 소스 플랫폼으로서 리눅스의 사용 진흥을 도모하는 비영리 조직이다. 이 조직은 기술적인 면에 초점을 두고 있다. 기술사양(specification)이나 구현과 관련한 작업을 하고 있으며 콘퍼런스를 열고 테스팅을 하여 리눅스 개발자로 하여금 CE 제품에 리눅스를 사용하도록 도와주고 있다.

## 개요
CELF는 몇 가지 일을 하고 있다:
- 일련의 테크니컬 워킹 그룹. 스펙이나 구현을 산출해냄. (보통 기존의 오픈 소스 프로젝트에 대한 패치 형태임.) CE 제품에 대한 리눅스 적절성 향상.
- 임베디드 리눅스 전문 콘퍼런스 호스팅.
- 오픈 소스 개발자들에게 하드웨어 리소스 제공.
- 직접적인 기능 개발을 위한 펀딩(funding), 리눅스 개발자들과 계약을 통해 개발.
- 테스트 랩 - 미국 새너제이에 있다.

## 역사
이 포럼은 소니 사와 파나소닉과의 협업 프로젝트가 발전해 나온 것이다. CELF는 몇 개의 대형 소비자 가전 업체들에 의해 2003년 6월 설립되었다. 이들 업체들 중에, 마츠시타, 소니, 히다치, NEC, 필립스, 샤프, 도시바, 삼성전자, 엘지전자 등이 포함되었다. 2006년 기준으로, CELF에는 50여 개의 멤버 업체가 있다. 소비자 가전 업체, 반도체 업체, 리눅스 소프트웨어 업체를 포함해서 말이다.

## 테크니컬 워킹 그룹 및 산출물
2007년 기준으로, CELF에는 다음과 같은 테크니컬 워킹 그룹이 있다:
1. Audio, Video and Graphics
2. Bootup Time
3. Digital Television Profile
4. Memory Management
5. Mobile Phone Profile
6. Power Management
7. Real Time
8. Security
9. System Size

이들 워킹 그룹은 CELF 멤버로부터 리눅스나 리눅스 관련 소프트웨어에 관한 개선점을 수집한다. 또한 각각의 기술 분야에 있어서 리눅스를 향상시켜 줄 프로젝트들을 조율한다.
이 포럼은 멤버들로 하여금 기술적인 산출물을 오픈 소스 프로젝트에 직접 반영하도록 장려한다. (요컨데, 리눅스 커널에 대한 패치를 리눅스 커널 메일링 리스트에 직접 보내게 한다. 혹은 적절한 기술/아키텍처 부문 메일링 리스트에 직접 보내게 한다. ) 임베디드 개발자들을 위한 위키에 포럼의 산출물 및 관련 정보가 올라와 있다.

## 같이 보기
- 리눅스 파운데이션 - 또 다른 리눅스 콘서시엄.